# Blue Springs, Alabama
Blue Springs är en kommun (town) i Barbour County i Alabama. Vid 2010 års folkräkning hade Blue Springs 96 invånare.